# Keiner geht verloren
Keiner geht verloren ist eine deutsche TV-Familienkomödie aus dem Jahr 2010 von Dirk Kummer. Sie spielt im oberbayerischen Mittenwald und Garmisch-Partenkirchen.

## Inhalt
Rita macht sich von Berlin-Lichtenberg aus nach Bayern auf, wo sie den „Loni-Hof“ besuchen will. Dort hat ihre Tochter vor, den Sohn von Loni, Max, zu heiraten und Rita möchte den jungen Mann erst einmal in Augenschein nehmen. Mit einer Wegbeschreibung per Tonbandkassette, die ihr ihre Nachbarn selbst besprochen haben, geht die Reise los. Auf einem Autobahnparkplatz trifft Rita kurz hinter Berlin auf den vermeintlichen Theaterdirektor Hotte, der in Wirklichkeit aus der Psychiatrie entflohen ist.
Als sie endlich in Bayern ankommen, setzt Rita ihren Mitfahrer am nächsten Theater ab. Dort begibt er sich aber nicht in das Gebäude, sondern geht auf die Straße zu und rennt so direkt vor das Auto von Ministerpräsident Alois. Da dieser sich gerade auf die jährlichen Passionsspiele vorbereitet, kommt ihm ein Theaterdirektor gerade recht und er nimmt Hotte mit zu sich auf sein Anwesen. Hotte verspricht ihm, ihn „zum besten Jesus aller Zeiten“ machen zu werden.
Auf dem „Loni-Hof“ eingetroffen muss sich Rita erst einmal ein paar Bemerkungen zu den Ossis anhören. Ansonsten wird sie aber wie ein normaler Hotelgast behandelt und darf sich ein wenig verwöhnen lassen. Doch Rita bemerkt sehr schnell, dass der „Loni-Hof“ kurz vor der Pleite steht. Immer mehr Gäste bleiben aus und der Bürgermeister plant sogar den Skilift abbauen zu lassen. Loni ist mit den Nerven am Ende und ein Streit mit ihrem Ex-Mann Xaver, der auch noch im Familienbetrieb mitarbeitet, droht zu eskalieren. Zum Glück erscheint nun gerade „Theaterdirektor“ Hotte, was die Situation entschärfen hilft. Er möchte sich im Hotel einquartieren und da noch Personal gebraucht wird, hilft er auch hier gleich mit aus. Zusammen mit Rita und Max kellnern sie auf dem Dorffest. Hotte in seiner etwas irren Art stimmt aus heiterem Himmel ein DDR-Lied an, in das so nach und nach alle mit einstimmen. Loni ist ein wenig fasziniert von der Vielseitigkeit dieses Mannes. Es scheint nichts zu geben, was er nicht kann. Allerdings bringt er mit seinen verrückten Ideen auch so einiges durcheinander. Durch seine Arbeit mit und für den Ministerpräsidenten, lenkt er einen einflussreichen russischen Gast samt einer großen Reisegruppe auf den „Loni-Hof“. Loni ist begeistert und die Küche läuft auf Hochtouren.
Ritas Nachbarin Katja in Berlin hat das Gefühl, dass es ihrer Freundin nicht gut gehen könnte. Sie will ihr nachreisen und notfalls zu Hilfe Kommen. Gemeinsam mit ihrem Sohn Berni macht sie sich auf die Reise. Als sie von unterwegs den „Loni-Hof“ anrufen will, hört sie nur russisches Gerede im Hintergrund und ist entsetzt. Eiligst versuchen sie nun Rita zu erreichen und stoßen kurz vor dem Ziel mit Hotte zusammen, der wieder mal mitten auf der Straße steht. Verletzt wird er ins Haus getragen und irgendwie erfährt nun die psychiatrische Klinik den Aufenthaltsort ihres Patienten. Der behandelnde Arzt eilt nun ebenfalls nach Bayern, da er befürchtet, dass dieses Bundesland durch Hottes Aktivitäten zu Grunde gehen könnte. Schließlich hatte er 1989 bei der Pressekonferenz des Ministerrates der DDR, Schabowski den bewussten Zettel untergeschoben, was letzten Endes zum Fall der Mauer führte.
Hotte bringt derweil das Passionsspiel des  Ministerpräsidenten zur Aufführung. Er kann die russische Reisegruppe dazu bewegen den Zuschauerraum, der nur aus einer einfachen Scheune besteht, zu füllen. Fatalerweise kann der Hauptdarsteller nicht rechtzeitig erscheinen und so springt Hotte mit einem herzergreifenden Monolog ein, in welchem er sein persönliches Schicksal eingearbeitet hat. Mit den Worten: „Einer von euch hat mich verraten“, versucht er sich vor den eintreffenden Psychiatriepflegern in Sicherheit zu bringen und stürzt dabei auf der Bühne zu Tode.

## Hintergrund
Keiner geht verloren wurde vom 11. August 2009 bis zum 11. September 2009 in Mittenwald und München gedreht. Die Erstaufführung fand am 2. Juli 2010 auf dem Filmfest in München statt. Der Film erlebte seine Fernsehpremiere am 29. September 2010 in der ARD und erreicht dabei 3,38 Millionen Zuschauer, was einem Marktanteil von 10,8 Prozent entsprach.

## Kritik
TV Spielfilm befand: „Ossis und Ostbayern singen gemeinsam die FDJ-Hymne: Diese und andere Skurrilitäten ergeben kein fokussiertes Ganzes, Spaß macht’s aber dennoch. Fazit: Innerdeutscher Kulturclash: drollig.“
Rainer Tittelbach von tittelbach.tv urteilte: „So ein Schmarrn! Diese vermeintliche Farce deutscher Befindlichkeiten, taugt trotz illustrer Schauspieler nicht einmal als Nummern-Revue. Ohne Sinn und Verstand werden hier Klischees und andere Verrücktheiten aneinandergereiht. Null Detail-Witz, null Dramaturgie. Keiner geht verloren? Von wegen. Dem Film dürfte kaum ein Zuschauer ins Ziel folgen.“
Bei Kino.de wertete Tilmann P. Gangloff: „Normalerweise verirren sich Filme dieser Art allenfalls im Sommer auf den 20.15-Uhr-Termin: ‚Keiner geht verloren‘ wirkt mit seinen mitunter absurd überhöhten Figuren und dem konsequenten Verzicht auf eine lineare Dramaturgie fast wie ein Debütfilm. Mit kindlicher Freude versucht sich das Autoren-Duo Bert Koß und Michael Preschke am Genre-Mix.“ „Ihre Ost/West-Groteske rührt zusammen, was eigentlich nicht zusammengehört: Road-Movie, Heimatfilm, Liebesdrama; und all das bloß, weil sich zwei Ostberliner auf den Weg nach Oberbayern machen. Dass die Geschichte trotzdem funktioniert, liegt ausgerechnet an der verrücktesten Figur in diesem Reigen:“ Hotte (Sylvester Groth).
Dieter Bartetzko von der FAZ schrieb: „Welche Art Film würden Sie vermuten, wenn ein Mann in Lederhosen und Janker vor einem rosigen Alpenpanorama ein riesiges Kreuz schleppt? Das Werk eines neuen Pasolini? Eine dieser penetranten ‚sitcoms‘, die gern die Grenzen zur Blasphemie testen? Oder streng Tiefsinniges zwischen Oberammergau und ‚Christus kam nur bis Eboli‘? ‚Keiner geht verloren‘ […] lässt Letzteres, die Handlung dagegen alles andere vermuten. Kurzum: Gewissheit hat man bis zum Ende nicht.“